# Епархия Бангасу
Епархия Бангасу (лат. Dioecesis Bangassuensis) — епархия Римско-Католической церкви c центром в городе Бангасу, Центральноафриканская Республика. Юрисдикция епархии Бангасу распространяется на префектуры Верхнее Мбому и Мбому. Епархия Бангасу входит в митрополию Банги. Кафедральным собором епархии Бангасу является церковь святого Петра Клавера.

## История
14 июня 1954 года Папа Римский Пий XII издал буллу «Cum pro certo», которой учредил апостольскую префектуру Бангасу, выделив её из апостольского викариата Банги (сегодня — архиепархия Банги).
10 февраля 1964 года Папа Римский Павел VI издал буллу «Quod sacri Evangelii», которой возвёл апостольскую префектуру Бангасу в ранг епархии.
18 декабря 2004 года епархия Бангасу передала часть своей территории в пользу возведения новой епархии Алиндао.

## Ординарии епархии
- священник Martin Bodewes C.S.Sp.[1] (1955 —1964);
- епископ Antoine Marie Maanicus C.S.Sp. (10.02.1964 — 21.12.2000);
- епископ Juan-José Aguirre Muñoz M.C.C.I. (21.12.2000 — по настоящее время).